# Comuna Agăș, Bacău
Agăș (în maghiară Ágas) este o comună în județul Bacău, Moldova, România, formată din satele Agăș (reședința), Beleghet, Coșnea, Cotumba, Diaconești, Goioasa, Preluci și Sulța.

## Așezare
Ea se află la extremitatea de vest a județului, în zona montană de la limita cu județul Harghita, pe valea Trotușului, așezată pe cursul superior al acestuia, între munții Ciucului și munții Tarcăului, la o distanță de 80 km față de municipiul Bacău. Este traversată de șoseaua națională DN12A, care leagă Oneștiul de Miercurea Ciuc. Este traversată de calea ferată Adjud–Comănești–Siculeni, pe care este deservită de haltele de mișcare Goioasa și Simbrea.

## Demografie
Componența etnică a comunei Agăș
     Români (86,98%)
     Maghiari (5,05%)
     Alte etnii (0,1%)
     Necunoscută (7,87%)
Componența confesională a comunei Agăș
     Ortodocși (86,66%)
     Romano-catolici (4,25%)
     Alte religii (0,99%)
     Necunoscută (8,1%)
Conform recensământului efectuat în 2021, populația comunei Agăș se ridică la 5.247 de locuitori, în scădere față de recensământul anterior din 2011, când fuseseră înregistrați 5.884 de locuitori. Majoritatea locuitorilor sunt români (86,98%), cu o minoritate de maghiari (5,05%), iar pentru 7,87% nu se cunoaște apartenența etnică. Din punct de vedere confesional, majoritatea locuitorilor sunt ortodocși (86,66%), cu o minoritate de romano-catolici (4,25%), iar pentru 8,1% nu se cunoaște apartenența confesională.

## Politică și administrație
Comuna Agăș este administrată de un primar și un consiliu local compus din 15 consilieri. Primarul, Nicușor Cernea[*], de la Partidul Social Democrat, este în funcție din 1 noiembrie 2024. Începând cu alegerile locale din 2024, consiliul local are următoarea componență pe partide politice:
|  | Partid                          | Consilieri | Componența Consiliului | Componența Consiliului | Componența Consiliului | Componența Consiliului | Componența Consiliului | Componența Consiliului | Componența Consiliului | Componența Consiliului | Componența Consiliului |
|  | ------------------------------- | ---------- | ---------------------- | ---------------------- | ---------------------- | ---------------------- | ---------------------- | ---------------------- | ---------------------- | ---------------------- | ---------------------- |
|  | Partidul Social Democrat        | 9          |                        |                        |                        |                        |                        |                        |                        |                        |                        |
|  | Partidul Național Liberal       | 5          |                        |                        |                        |                        |                        |                        |                        |                        |                        |
|  | Alianța pentru Unirea Românilor | 1          |                        |                        |                        |                        |                        |                        |                        |                        |                        |

## Istoric

### Evoluția comunei
Comuna a apărut în 1893, prin separarea satelor Cotumba, Agăș, Sulța și Goiasa de comuna Brusturoasa și făcea parte din plaiul Muntelui al județului Bacău. Anuarul Socec din 1925 consemnează comuna în plasa Comănești a aceluiași județ, având în compunere satele Agăș, Beleghetu, Columba, Goioasa, Scurzeni, Preluci, Simbrea și Sulța și din cătunul Diaconești. În 1931, mai multe sate s-au separat formând comuna Goioasa, iar comuna Agăș a rămas cu satele Agăș, Beleghet, Cotumba, Simbrea și Sulța.
În 1950, comunele Agăș și Goioasa au trecut la raionul Moinești din regiunea Bacău. În 1968, ele au revenit la județul Bacău (reînființat), iar comuna Goioasa a fost desființată, satele ei fiind transferate la comuna Agăș; tot atunci, satul Simbrea s-a desființat și a fost înglobat în satul Agăș.

## Personalități născute aici
- Matei Alexandru (1927 - 2014), actor.